# تيسور (غافروبارمون)
تیسور (غافروبارمون) (بالفارسية: تیسور) هي قرية تقع في إيران في هرمزغان. يقدر عدد سكانها بـ 238 نسمة بحسب إحصاء 2016.